# Georg Frederik Hallager
Georg Frederik Hallager, född den 20 mars 1816 i Köpenhamn, död den 10 november 1876 i Kristiania, var en norsk rättslärd
Hallager blev 1841 lektor, 1847 professor i lagkunskap vid Kristiania universitet och 1864 assessor i Høyesterett. Hallager var på sin tid en ledande man inom juristvärlden och utgav bland annat Den norske arveret (1862, 2:a utgåvan 1885), Den norske søret (1867, 3:e utgåvan 1881) samt främst Den norske obligationsret (1859-60, 2:a utgåvan, 2 band 1879).